# Akcja w Końskich
Akcja w Końskich – atak na siły niemieckie w Końskich przeprowadzony przez oddział Armii Krajowej.

## Historia
20 sierpnia 1943 r. w Końskich Gestapo przeprowadziło szeroko zakrojoną obławę mającą na celu schwytanie żołnierzy Armii Krajowej działających w tym mieście. Dzięki informacjom pochodzącym od donosicieli zdołali aresztować ok. 275 osób. Wśród aresztowanych znalazło się m.in. trzech oficerów z dowództwa Okręgu Kieleckiego AK (Jan Rusinowski, Józef Sapetto i Stanisław Strzemiączkowski). Większość zatrzymanych wysłano jeszcze tego samego dnia do KL Auschwitz, część została przewieziona do siedziby radomskiego Gestapo. 
W okolicznych lasach operowało II Zgrupowanie Zgrupowań Partyzanckich AK „Ponury” dowodzone przez cichociemnego ppor. Waldemara Szwieca ps. „Robot”. Polacy zdecydowali się przeprowadzić uderzenie na siły niemieckie w Końskich, aby zademonstrować siłę polskiego podziemia oraz podkopać morale okupanta. Sam Szwiec, w późniejszym raporcie do Jana Piwnika, tak uzasadniał decyzję o ataku na Końskie:

Chcąc przekonać Niemców, że dywersja jest rzeczywiście poza miastem, podnieść ducha ludności w powiecie oraz zdeprymować żandarmerię, zdecydowałem się na skok na Końskie.

W Końskich stacjonowało ok. 1800 Niemców (funkcjonariuszy żandarmerii, niemieckich służb policyjnych oraz członków wschodnich oddziałów kolaboracyjnych tzw. Ostlegionu), „Robot” do przeprowadzenia akcji skierował 64 żołnierzy podziemia. Polacy byli uzbrojeni w karabiny, dysponowali m.in. jednym ciężkim karabinem maszynowym, sześcioma ręcznymi karabinami maszynowymi, siedmioma pistoletami maszynowymi oraz 60 granatami. Decydującym czynnikiem powodzenia akcji było zaskoczenie oraz precyzyjne działanie. Oddział został podzielony na trzy grupy: jedna z nich miała blokować ogniem broni maszynowej niemieckie koszary mieszczące się w trzech budynkach, druga wkroczyć do miasta od strony miejskich rogatek, a trzecia, dowodzona przez „Robota”, miała zniszczyć stację transformatorową i odciąć łączność telefoniczną. Odcięcie prądu w mieście było jednocześnie sygnałem do rozpoczęcia ataku. Drogi prowadzące z Końskich do Skarżyska-Kamiennej, Kielc i Czarneckiej Góry zostały zablokowane zaporami przez uzbrojonych żołnierzy AK.
Kilka minut przed północą, 31 sierpnia, w Końskich zgasły światła i oddziały AK przystąpiły do ataku. Oddziały niemieckie, znajdujące się w koszarach, zostały zablokowane ogniem broni maszynowej. Niemcy podejmowali próby kontrataku, jednakże zakończyły się one niepowodzeniem. Oddziały wkraczające do miasta spotkały się z oporem Niemców znajdujących się w budynku więzienia, ale po wymianie ognia udało się ich zneutralizować. Partyzantom udało się zająć kluczowe skrzyżowania w mieście, dzięki czemu uniemożliwili przemieszczanie się oddziałów niemieckich. Próbę walki z partyzantami podjęła jedynie niemiecka żandarmeria i policja, siły Ostlegionu nie podjęły walki, a polska policja granatowa zachowała bierność.
Polacy dotarli do magazynów zarządzanej przez Niemców spółdzielni „Społem”, gdzie zarekwirowali potrzebne im produkty tekstylne i spożywcze. Dodatkowo rozbito niemiecki sklep Bischofa. Zdobycze zostały załadowane na ciężarówkę oraz podwody i wywiezione. Z oddziału została wydzielona grupa likwidacyjna, dowodzona przez Stanisława Janiszewskiego ps. „Dewajtisa”, która zlikwidowała pięciu konfidentów Gestapo. Polscy partyzanci o godzinie 2:00 wycofali się z Końskich w kierunku na Czerwony Most, skąd skierowali się w lasy koneckie. W wyniku akcji siły niemieckie straciły sześciu żandarmów oraz jednego funkcjonariusza Sonderdienstu, ponadto ciężko ranny został dowódca żandarmerii. Polacy nie ponieśli strat. Zdobyte materiały tekstylne pozwoliły na wyekwipowanie wszystkich żołnierzy zgrupowania. Niemcy nadali Końskim nazwę „Banditenstadt” („Miasto bandyckie”), tradycyjnie nadawaną miastom znajdującym się na terenach okupowanych przez Niemców, ale gdzie faktyczną władzę sprawowali partyzanci. Siła oddziału atakującego Końskie została przez Niemców oceniona na 500 żołnierzy dysponujących kawalerią i artylerią.